# Canal anal
El canal o la birectal es la porción terminal del intestino grueso
Se sitúa entre el recto y el ano, debajo del nivel del diafragma pélvico. Se encuentra en el triángulo anal del periné entre las fosas isquioanales derecha e izquierda.
El canal anal se divide en tres partes. La zona columnaris es la mitad superior y está revestida por epitelio columnar simple. La mitad inferior del canal anal, debajo de la línea pectínea, es dividida en dos zonas separadas por la línea blanca de Hilton. Estas dos porciones son la zona hemorrágica y la zona cutánea, revestidas por epitelio escamoso estratificado no queratinizado y epitelio escamoso estratificado queratinizado, respectivamente.
En humanos tiene una longitud de 2,5 a 4 cm, extendiéndose desde la unión anorrectal hasta el ano. Se dirige hacia abajo y hacia atrás. Está rodeado por los esfínteres interno involuntario y externo voluntario que mantienen la luz cerrada formando una línea de orientación anteroposterior.
Se diferencia del recto por la transición en la superficie interna de tejído endodérmico a tejido ectodérmico parecido a la piel.

## Divisiones superior e inferior
El canal anal se divide en dos secciones desiguales, superior e inferior.
- El tercio superior tiene pliegues longitudinales o elevaciones de la capa mucosa. Su mucosa está revestida por epitelio columnar simple. Sus extremos inferiores están unidos por pliegues de mucosa llamados válvulas anales. El tercio superior del canal anal es irrigado por la arteria rectal superior, rama de la arteria mesentérica inferior.

- El tercio inferior del canal anal está revestido por epitelio escamoso estratificado que se mezcla con la piel. Es irrigado por la arteria rectal inferior, rama de la arteria pudenda interna.

Una línea blanquecina llamada línea blanca de Hilton indica la unión entre los epitelios escamosos estratificados queratinizado y no queratinizado.

## Espacios quirúrgicos relacionados con el canal anal
- La fosa isquioanal yace a cada lado del canal anal.
- El espacio perianal rodea el canal anal por debajo de la línea blanca.
- El espacio submucoso del canal se encuentra por encima de la línea blanca entre la membrana mucosa y el músculo esfínter anal interno.

## Imágenes adicionales

Anatomía de ano y recto.
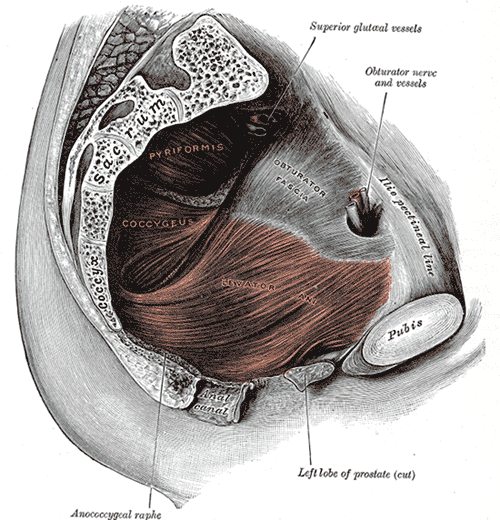
Elevador del ano izquierdo, vista interna.
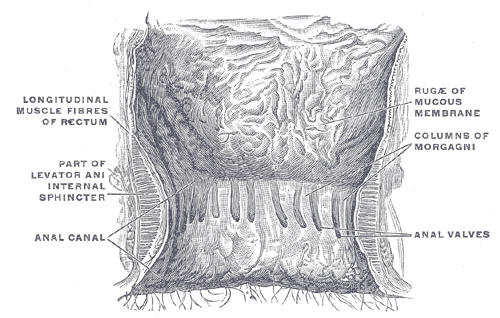
Interior del canal anal y parte inferior del recto.
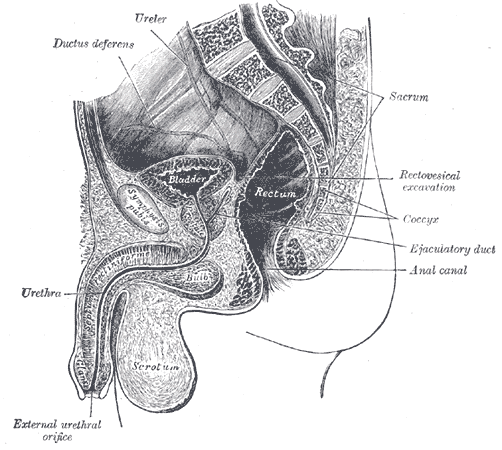
Corte sagital de la pelvis masculina.
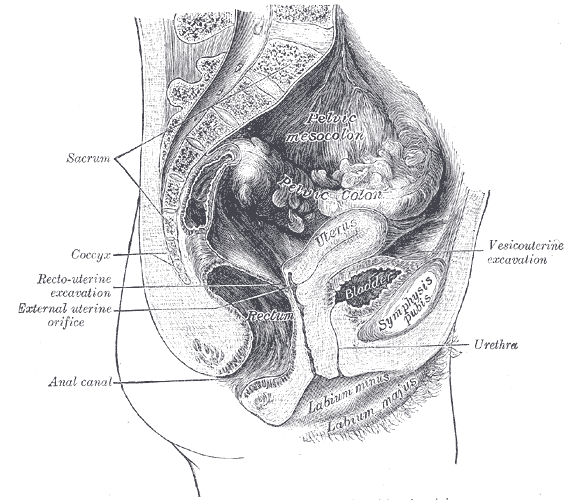
Corte sagital de la pelvis femenina.